# Морозово (Шарангский район)
 Морозово  — опустевшая деревня в Шарангском районе Нижегородской области в составе  Черномужского сельсовета .

## География
Расположена на расстоянии менее 2 км на запад от северной окраины районного центра посёлка Шаранга.

## История
Известна была с 1891 года как починок Морозов, в 1905 (тогда Морозовский) отмечено дворов 35 и жителей 289, в 1926 (уже деревня Морозово) 32 и 176, в 1950 44 и 157.

## Население
Постоянное население составляло 3 человека (русские 67%, армяне 33%) в 2002 году, 0 в 2010.